# Hy Anzell
Hy Anzell, né le 7 septembre 1923 à New York (État de New York) et mort le 23 août 2003 à Fresno (Californie), est un acteur américain.

## Biographie
Hy Anzell débute au théâtre et joue notamment dans sa ville natale à Broadway, où il apparaît pour la première fois dans la comédie musicale Beggar's Holiday sur une musique de Duke Ellington (1946-1947, avec Alfred Drake et Zero Mostel). Là, suivent cinq pièces (la dernière en 1979), dont Yentl (en) de Leah Napolin et Isaac Bashevis Singer (1975-1976, avec Robin Bartlett et Tovah Feldshuh).
Toujours sur les planches new-yorkaises, il joue également Off-Broadway entre 1966 et 1987, dans cinq pièces et deux comédies musicales, la seconde étant Little Shop of Horrors sur une musique d'Alan Menken (1982-1987, avec Ellen Greene et Franc Luz).
Au cinéma, il tient d'abord des petits rôles non crédités durant les années 1950, entre autres dans Jesse James, le brigand bien-aimé de Nicholas Ray (1957, avec Robert Wagner et Jeffrey Hunter). Ultérieurement, mentionnons Ironweed d'Hector Babenco (1987, avec Jack Nicholson et Meryl Streep) et Fenêtre sur Pacifique de John Schlesinger (1990, avec Melanie Griffith et Matthew Modine).
Mais il reste surtout connu pour sa contribution à cinq films de Woody Allen, dont Annie Hall (1977, avec Diane Keaton) et Harry dans tous ses états (1987, avec Judy Davis), le dernier de ses vingt-trois films américains.
À la télévision américaines enfin, outre trois téléfilms à la fin des années 1980, il collabore à seize séries dès 1950, dont Naked City (un épisode, 1962), New York, police judiciaire (un épisode, 1991) et Voilà ! (un épisode, 2000), son ultime prestation à l'écran.
Hy Anzell meurt en 2003, à 79 ans.

## Théâtre
(pièces, sauf mention contraire)

### Broadway (intégrale)
- 1946-1947 : Beggar's Holiday, comédie musicale, musique de Duke Ellington, paroles et livret de John La Touche, décors d'Oliver Smith, mise en scène de Nicholas Ray : un client
- 1961 : Blood, Sweat and Stanley Poole de James et William Goldman : Sergent-maître J.J. LaRue
- 1962-1963 : Seidman and Son d'Elick Moll : Rosenzweig
- 1975-1976 : Yentl (en) de Leah Napolin et Isaac Bashevis Singer : Mordecai / Feitl
- 1976 : Checking Out (en) d'Allen Swift, mise en scène de Jerry Adler : Bernard Applebaum
- 1979 : Manny de Raymond Serra : La voix de Francis Walters / Harry

### Off-Broadway (intégrale)
- 1966-1968 : The Pocket Watch d'Alvin Aronson : Sam Schwartz
- 1969 : God Bless You Harold Fineberg de Maxime Fleischman : Harold Fineberg
- 1970 : How Much How Much?? de Peter Kevenson : Carl Monash
- 1971 : Stag Movie, comédie musicale, musique de Jacques Urbont, paroles et livret de David Newburge : Mike Rosenthal
- 1974 : Cream Cheese de Lonnie Carter : Blintzkrieg
- 1982 : Marlon Brando Sat Right Here de Louis La Russo II, mise en scène de Paul Sorvino : le gros avare
- 1982-1987 : Little Shop of Horrors, comédie musicale, musique d'Alan Menken, paroles, livret et mise en scène d'Howard Ashman : M. Mushnik
- 1987 : Kvetch de (et mise en scène par) Steven Berkoff : George

## Filmographie partielle

### Cinéma
- 1954 : La Révolte des Cipayes (Bengal Brigade) de László Benedek : un Cipaye
- 1954 : Le Calice d'argent (The Silver Chalice) de Victor Saville : un serviteur dans la cour de Joseph
- 1955 : Mes sept petits chenapans (The Seven Little Foys) de Melville Shavelson : l'habilleur à L'Iroquois
- 1957 : Jesse James, le brigand bien-aimé (The True Story of Jesse James) de Nicholas Ray : John, membre du jury
- 1958 : Traquenard (Party Girl) de Nicholas Ray : un passant dans le hall
- 1969 : John et Mary (John and Mary) de Peter Yates : un chauffeur de taxi
- 1971 : Bananas de Woody Allen : le patient en salle d'opération
- 1973 : Le Cercle noir (The Stone Killer) de Michael Winner : un chauffeur de taxi
- 1974 : Les Pirates du métro (The Talking of Pelham One Two Three) de Joseph Sargent : un préposé au guichet
- 1977 : Annie Hall de Woody Allen : Joey Nichols
- 1987 : Ironweed d'Hector Babenco : Rosskam
- 1987 : Radio Days de Woody Allen : M. Waldbaum
- 1989 : Dead Bang de John Frankenheimer : Capitaine Waxman
- 1989 : Crimes et Délits (Crimes and Misdemeanors) de Woody Allen : un invité au séder
- 1990 : Fenêtre sur Pacifique (Pacific Heights) de John Schlesinger : Manford Bagel
- 1992 : Crossing the Bridge de Mike Binder : Manny Goldfarb
- 1993 : Les Veuves joyeuses (The Cemetary Club) de Bill Duke : Al
- 1997 : Harry dans tous ses états (Deconstructing Harry) de Woody Allen : Max

### Télévision
(séries, sauf mention contraire)
- 1962 : Naked City, saison 4, épisode 6 Five Cranks for Winter... Ten Cranks for Spring de Paul Stanley : Muzzo
- 1988 : Dans les griffes de la mafia (Lady Mobster), téléfilm de John Llewellyn Moxey : Jim Malatesta
- 1989 : Matlock, saison 4, épisode 6 Le Clown (The Clown) de Leo Penn : Homer Fleming
- 1991 : New York, police judiciaire (Law & Order), saison 1, épisode 15 La Loi du silence, 1re partie (The Torrents of Greed, Part I) d'E. W. Swackhamer : M. Spivak
- 1995 : Les Sœurs Reed (Sisters), saison 5, épisode 23 Battements de cœur (Matters of the Heart) de Jan Eliasberg : Sol Lieberman
- 2000 : Voilà ! (Just Shoot Me!), saison 4, épisode 23 Les Neuf Vies de Nina (A&E Biography: Nina Van Horn) de Pamela Fryman : Sammy Rivers